# Karl Georg Schmidt (Maler)
Karl Georg Schmidt (* 2. März 1914 in Dresden; † 31. Oktober 1987 in Bad Sassendorf) war ein deutscher Maler und Grafiker. Sein künstlerisches Wirken erstreckte sich   von Anfang der 1930er Jahre bis zu den 1980er Jahren. Schmidt  war u. a. Mitglied im Westdeutschen Künstlerbund in Dortmund, des Bezirksverbandes Westfalen des BBK und ist Gründungsmitglied des 1981 gegründeten Kunstvereins Kreis Soest e.V. K. G. Schmidt zählt neben Carlernst Kürten, Erich Lütkenhaus, Gerhard Weber und Gordon F. Turner zu den herausragenden Künstlern von Hellweg Konkret. Sein künstlerischer Nachlass wurde bis 2021 durch das K. G. Schmidt Archiv in Bad Sassendorf betreut, wurde dann in die Stiftung Konzeptuelle Kunst zugestiftet.

## Ausstellungen (Auswahl)

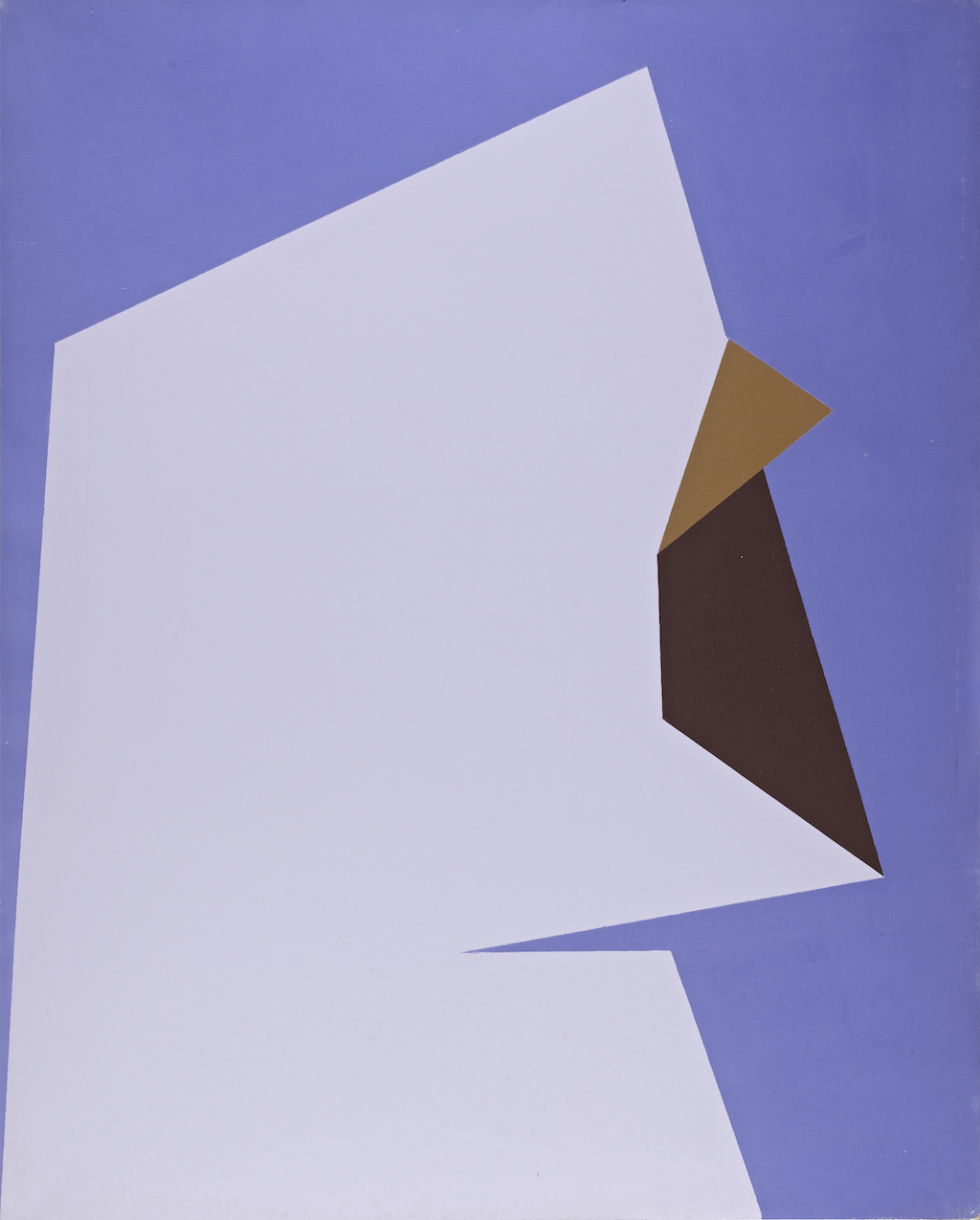
Werk von Karl Georg Schmidt

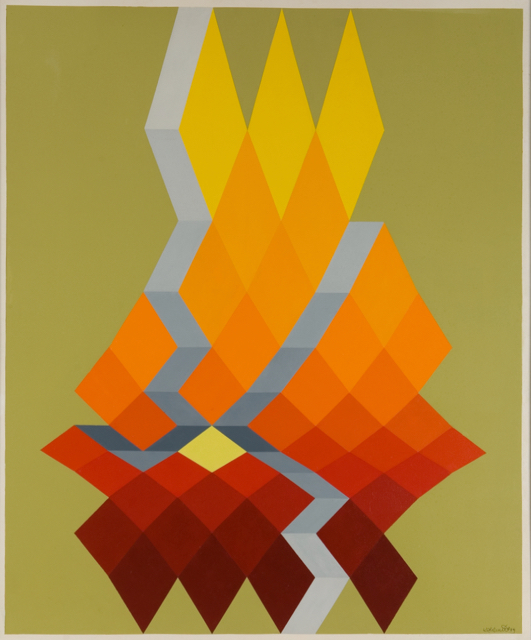
Werk von Karl Georg Schmidt

## Leben und Werk
Schmidt wurde im Kriegsjahr 1914 in Dresden geboren. Am König-Georg-Gymnasium in Dresden war von 1930 bis 1933 der  Kunsthistoriker  Will Grohmann, ein Freund Paul Klees sein Lehrer. Aus seiner Gymnasialzeit haben sich einige kleine, mit früher Könnerschaft erstellte Studien erhalten. Ein Studium an der Hochschule für freie und angewandte Kunst Dresden blieb ihm wegen der dramatischen politischen Veränderungen versagt. Also machte er eine Lehre als Dekorationsmaler und besuchte Abendlehrgänge in künstlerischen Fächern an der  Hochschule für Bildende Künste Dresden bei Josef Hegenbarth. Nach Abschluss der Lehre setzt K. G. Schmidt von 1935 bis 1936 seine  künstlerische Ausbildung an der Akademie für angewandte Kunst in München, heute Bestandteil der Akademie der Bildenden Künste München, bei Josef Oberberger fort.
1939 wurde er zum Militärdienst eingezogen, seine Stationen waren Frankreich, Norwegen und bis Kriegsende Finnland. In seinem Nachlass finden sich Aquarelle, Bleistiftskizzen und Karikaturen, die während des Krieges entstanden sind. 1943 heiratete er Anni  Drescher. Ende 1945 wurde Schmidt aus britischer Kriegsgefangenschaft entlassen und zog mit seiner Familie von Lomnitz, aus dem Dresdner Umland, in die britische Zone. Zunächst kam er in Hamburg-Harburg unter. Dann fand er eine Unterkunft in Tostedt (Lüneburger Heide) am Großen Moor. Hier und im Hamburger Umland suchte er Arbeit, zunächst als Malergehilfe, dann als Werkmeister, aber auch als Gebrauchsgrafiker. Aus dieser Zeit stammen Karikaturen, Skizzen für Dekorationen von Bauernschränken, Entwürfe für Wand- und Deckengestaltungen und für Firmenwerbung. Er entwarf ein Theaterplakat für die Städtischen Bühnen Düsseldorf. Nach einer erfolgreichen Bewerbung bei der Hoesch AG in Dortmund wurde ab 1953 die Gebrauchsgrafik zu seinem ständigen Broterwerb. Er zog ins Ruhrgebiet und war bis zu seiner Pensionierung bei Hoesch als Gebrauchsgrafiker, zuletzt als Artdirector, tätig. Er war zuständig für Anzeigen, Prospekte, Kalender, die Werkszeitschrift, aber auch für Messestände.
In seiner Freizeit versuchte er so oft wie möglich, sich seiner Kunst zuzuwenden. Schmidt besaß keinen Führerschein und reiste  mit Bus und Bahn nach Jugoslawien, Ligurien und in die Provence. Licht und Flair des Südens hatten es ihm besonders angetan. Zweimal hielt er sich in der Provence zu Studienaufenthalten in den  Künstlerateliers Atelier international artistique de Sèguret, Vaison-la-Romaine auf.
Schmidt wurde 1975 aktives Mitglied des Westfälischer Künstlerbund Dortmunder e.V. es und 1980 trat er dem  Bundesverband Bildender Künstler (BBK) im Bezirksverband Westfalen Süd/Nord bei. Er beteiligte sich  aktiv an den regelmäßig stattfindenden Jahresausstellungen des Künstlerbundes, an Wanderausstellungen und an Ausstellungen des Dortmunder Kulturamtes im In- und Ausland. Dank seiner Kenntnisse des Druckgewerbes  zeichnete er wiederholt für die Gestaltung der Kataloge der Künstlergruppe verantwortlich. So finden sich oft Werke von  Schmidt auf dem Cover wieder. Mehrfach war er im Kalender des Kulturamts der Stadt Dortmund „Grafik aus Dortmund“ mit originalgrafischen Arbeiten vertreten. 1975 wurde er mit einer Originalgrafik im hochgeschätzten Künstlerkalender des KunstVerlages Bruckmann, München aufgenommen.
Zum Ende seines Berufslebens zog Schmidt nach Bad Sassendorf. Dort hatte er in eigenes Wohnatelier, Zeit zum Malen und zum Experimentieren. Mitten in seiner  intensivsten künstlerischen Schaffensphase verstarb er 1987 überraschend.

## Kunstgeschichtliche Einordnung und Bewertung
Bereits die frühen gestisch-flächigen Farbarbeiten zeigen in der quantitativen wie qualitativen Verteilung der Farbwerte ein hohes Maß an Sensibilität. So evozieren Hell-Dunkelwerte, Kaltwarmkontraste oder Farbqualitätskontraste in ihrer Anordnung ein Spannungsgefüge, das den Bildwerken eine Stabilität und Dynamik zugleich verleiht. Die individuell-originären Ausdruckswerte der Farbe, im Falle der frühen Arbeiten der frühen Jahre in breiten Pinselstrichen aufgetragen, scheinen das Generalthema dieser Bilderserie zu sein. Schmidt zeigt auf, dass diese genuinen Ausdruckswerte eine Farbkonkurrenz und eine fiktive Bildräumlichkeit zu illusionieren vermögen. Sichtbar wird bereits bei diesen Arbeiten ein systematisch-forschendes Voranschreiten Schmidts, der auf der Suche nach einer Bildgrammatik zu sein scheint und sich mit Ernst Wilhelm Nay oder Serge Poliakoff vergleichen lässt. Hier wie dort ging es um eine Ergründung von visuell-gestalterischen Gesetzmäßigkeiten in der Kunst, ohne eine verbindliche Formensprache entwickeln und gar vorschreiben zu wollen.
Es war nur konsequent, wenn Schmidt nach einer ausführlichen Phase der gestischen Abstraktion, die persönliche Handschrift in seinen Bildwerken tilgt, und sich der geometrischen Abstraktion zuwendet. ‚Faltungen’ lautet die Überschrift einer Serie von Bildwerken, die offenkundig das Spiel von Bildfläche und Bildraum zum Thema erheben. Das Zusammenwirken von Farben und Formen führt sowohl zu einer Betonung des Bildträgers in seiner Zweidimensionalität als auch zu einem Vortäuschen eines Bildraumes. Hier wirft Schmidt den Betrachter stets auf die eigene physiologische Wahrnehmung zurück. Denn dies zeigt sich bei Schmidt als ein durchgängiges ‚Motiv’: Grundlegend der Aufklärung verpflichtet, die dem Betrachter Erkenntnisse über die menschliche Wahrnehmung ermöglicht, wendet sich Schmidt an ein anonymes Publikum ohne kunstwissenschaftliches Vorwissen. Seine ästhetischen Formationen sind intuitiv verständlich und bedürfen keiner zeichentheoretischen Kenntnisse.
Die zahlreichen Bildwerke jener Jahre bezeugen ein beharrliches Ergründen bildgrammatikalischer Strukturen, die die Farbwerte ebenso wie die Formwerte einbeziehen. Schmidt setzt dezidiert die einzelnen Farbflächen direkt zueinander, um die räumliche Wirkung im Solitären wie im Miteinander der Farbwerte zu überprüfen. Mag dieses Konzept auch an Josef Albers und seine Serie ‚Hommage to the Square’ erinnern, so zeichnen Schmidts Arbeiten bei aller formalen Strenge ein weitaus spielerischer, d. h. experimenteller Umgang mit den ästhetischen Ausdruckswerten aus. Die Kompositionen fordern ein sensibles Auge, das sich auf das visuelle Zusammenspiel von Farben und Formen einzulassen vermag. In der Folge zeigen sich immer wieder überraschende Wirkungen, die die physiologische Rezeption zu irritieren vermag.
Zu vermuten ist eine angenehm widerstrebende Wechselwirkung zwischen Schmidts Tätigkeit als Grafiker und seinem freien künstlerisch-gestalterischen Schaffen: Fordert seine berufliche Tätigkeit eine fortgesetzte strenge Anwendung von ästhetischen Mitteln im Zuge einer Auftraggebung, so scheint Schmidt in seinem künstlerischen Schaffen jenen ‚drangsalierten’ Farben und Formen zum eigenständigen freien Selbstausdruck zu verhelfen. Dass sich hierbei auch der Künstler zurücknimmt, indem er keinen eigenen Pinselduktus, keine individuelle Strichführung präsentiert, ist kein Widerspruch. Schmidt scheint regelrecht suchen und verstehen zu wollen, welche eigene Wirkmächtigkeit jede Farbe, jede Form unabhängig und im Zusammenspiel entfalten kann. Diese Annahme bestätigen die wenigen aber aussagekräftigen Erklärungen des Künstlers zu seinem eigenen Schaffen.
In der Systematik seines Arbeitens, dass wissenschaftliche Züge aufweist, lässt eine Traditionslinie zu den russischen Konstruktivisten der frühen Jahre (u. a. Diskussion ‚Komposition/Konstruktion’ in Moskau 1921/22, den ‚abstrakten hannover’ in der zweiten Hälfte der 1920er Jahre, den radikalen Positionen der konkreten Kunst mit Max Bill um 1930 und mithin der Opart-Künstler der 1960er Jahre) ziehen.
Schmidts Werk weist eine hohe Qualität aus; dies überrascht umso mehr, da Schmidt keine kunstakademische Ausbildung genossen hat und durch großpolitische Umstände in die nationale oder internationale moderne Kunstszene sich nicht hat eingliedern können. Er kann zu den wenigen Künstlerpersönlichkeiten gezählt werden, die imstande sind, die großen nationalen wie internationalen Fragestellungen und mithin Diskurse der Kunst der Moderne aufzugreifen und in einen eher regionalen Arbeitskontext zu übersetzen. Von nicht geringer Bedeutung ist in diesem Kontext sein Kontakt zu wenigen Persönlichkeiten, die späterhin das nationale Kunstgeschehen mitgestaltet haben.
Schmidt erfüllt als Mittlerfigur eine wichtige Aufgabe in den produktiven Wechselwirkungen zwischen gesellschaftlichen Diskursen im Großformat einerseits und regionalen Fragestellungen und Interessensfelder im Mittelformat andererseits. Schmidts Schaffen hat hier eine  Vermittlungsfunktion zwischen inter/nationalem und regionalem Kunstschaffen und ist für eine demokratische, der Aufklärung und Bildung verschriebene Kultur von zentraler Bedeutung. Seine Werke legen hiervon Zeugnis ab und bekunden zugleich die Notwendigkeit, sich dieses besonders Schaffensradius kunstwissenschaftlich-museal verstärkt anzunehmen.